# U PLACE
U_PLACE（ユープレイス）は、埼玉県川越市脇田本町にある複合施設である。行政、宿泊、飲食、物販、医療、交通結節点としての機能を持つ。

## 沿革
川越市が2015年3月に策定した川越駅西口市有地利活用事業基本方針によって、整備がスタートした。同年5月にはプロポーザルを公募するも、市の方針と合致しないことから選定に至らなかった。
このため、翌2016年に改めて事業計画を作成した。この事業計画では、2015年に埼玉県のプロジェクトとして開業したウェスタ川越と合わせて、川越駅西口のにぎわい創造を担うとともに、従来市有地に置かれていた自転車置き場や送迎バス乗降場の機能も含むものとなった。また、事業者に対して市有地の定期借地権を設定すると同時に、建設された建物の一部を川越市が賃借して行政機関を入居させるという方式をとることとなった。再度のプロポーザル公募の結果、株式会社ピーアンドディコンサルティングが優先交渉権者となり、事業契約が締結された。
デザインには、キャナルシティ博多やなんばパークスにも関わったアメリカのJerde Partnership Inc.が参画した。2018年7月1日に着工、2020年4月1日に竣工し、同年6月8日から順次利用が開始された。

## 施設概要
施設名称であるU_PLACEのUは、優（やさしい）遊（あそびごころ）結（ひとをむすぶ）悠（ゆったり）といった意味をかけ、また運営会社であるウニクス（UNICUSはラテン語で唯一無二を意味する）に由来している。
複合施設棟は地上11階・地下1階からなり、低層階が飲食および物販の店舗を収容、中層には金融機関と川越市の窓口、さらに医療機関が入居している。上層にはかつて川越駅東口側にあった東武ホテルが移転入居している。隣接する地上3階建ての駐車場棟には、自走式の自動車駐車場に加え、約1600台の自転車駐輪場も整備されている。
川越駅西口に整備されているペデストリアンデッキは、2階部分でU_PLACEに接続している。これにより、駅改札とU_PLACEとの間は階段等の昇降や道路の横断を伴うことなく、また雨にも濡れずに徒歩移動が可能となっている。
バス停留所は川越駅南大塚線に面して3レーンが確保され、主に近隣の高校・大学へ向かうスクールバスの乗降に用いられている。建物の正面は弧を描いており、バス停留所との間にある空間は広場としてイベントに活用されている。

## 主な施設・テナント

### 1階
開業時は丸広百貨店のアンテナショップMoi Saitama Plusが入居していたが、その後撤退した。跡地には2023年4月に川越のコーヒー専門店が入居した。
- マクドナルド
- リンガーハット
- 舎鈴
- ぎょうざの満洲
- COEDO BREWERY THE RESTAURANT[8]
- バス停留所（3レーン）

### 2階
- セブン-イレブン
- トモズ（閉店）→セリア[15]
- タリーズコーヒー
- 埼玉りそな銀行ATM
- ペデストリアンデッキ（川越駅直結）

### 3階
- 川越市民サービスステーション
  - 川越駅西口連絡所
  - 福祉総合相談窓口
  - 川越しごと支援センター

### 4階
- 埼玉りそな銀行川越支店・川越南支店
- 日産レンタカー

### 5階
- 日本年金機構川越年金事務所
- あいおいニッセイ同和損害保険
- 旭化成ホームズ

### 6階
- U_PLACE MEDICITY
  - 内科、歯科、消化器科、整形外科などのクリニックと調剤薬局が入居する。

### 7階
- 東武ホテル（フロント）
- ダンロップスポーツクラブジムスタイル24[8]

### 8～11階
- 川越東武ホテル（客室）